# Defending the Throne of Evil
Defending The Throne Of Evil è il sesto album full-length della band black metal norvegese Carpathian Forest, pubblicato il 17 marzo 2003 dalla Season of Mist. È disponibile anche come doppio LP; ne è stata pubblicata una versione rimasterizzata nel 2007 dalla Black Metal Attack Records, dal Brasile per il Sud America.

## Tracce
1. It's Darker Than You Think – 4:41
2. Skjend Hans Lik – 5:07
3. The Well of All Human Tears – 5:36
4. Put to Sleep Like a Sick Animal – 4:52
5. Hymne Til Døden (A Hymn to Death) – 3:51
6. Ancient Spirits of the Underworld – 4:35
7. Spill the Blood of the Lamb – 4:52
8. One With the Earth – 3:14
9. Christian Incoherent Drivel – 3:41
10. The Old House on the Hill – 2:51
11. Nekrophiliac Anthropophagus Maniac – 4:12
12. Cold Murderous Music – 3:50

## Formazione
- Roger "Hellcommander" Nattefrost - voce, chitarra
- Vrangsinn - basso
- Tchort - chitarre
- Anders Kobro - batteria, percussioni